# Station Risjon Letsion West
Station Risjon Letsion West (Hebreeuws: תחנת הרכבת ראשון לציון מערב Taḥanat HaRakevet Rishon LeTziyon West) is een treinstation in de Israëlische plaats Risjon Letsion. 
Het is een station op het traject Hod Hasjaron-Harisjoniem.
De verlenging van het traject, samen met het station, is op 25 september 2011 officieel geopend.
Voorlopig wordt het station Risjon Letsion Harisjoniem gebruikt als eindpunt.
Per uur zal er dan een trein rijden naar Hod Hasjaron, via Lod en Tel Aviv.
| Eindbestemming       | Vorig station              | Lijn                     | Volgend station | Eindbestemming |
| -------------------- | -------------------------- | ------------------------ | --------------- | -------------- |
| Hod Hasjaron Sokolov | Risjon Letsion Harisjoniem | Hod Hasjaron-Harisjoniem | eindpunt        | eindpunt       |